# Ujčov

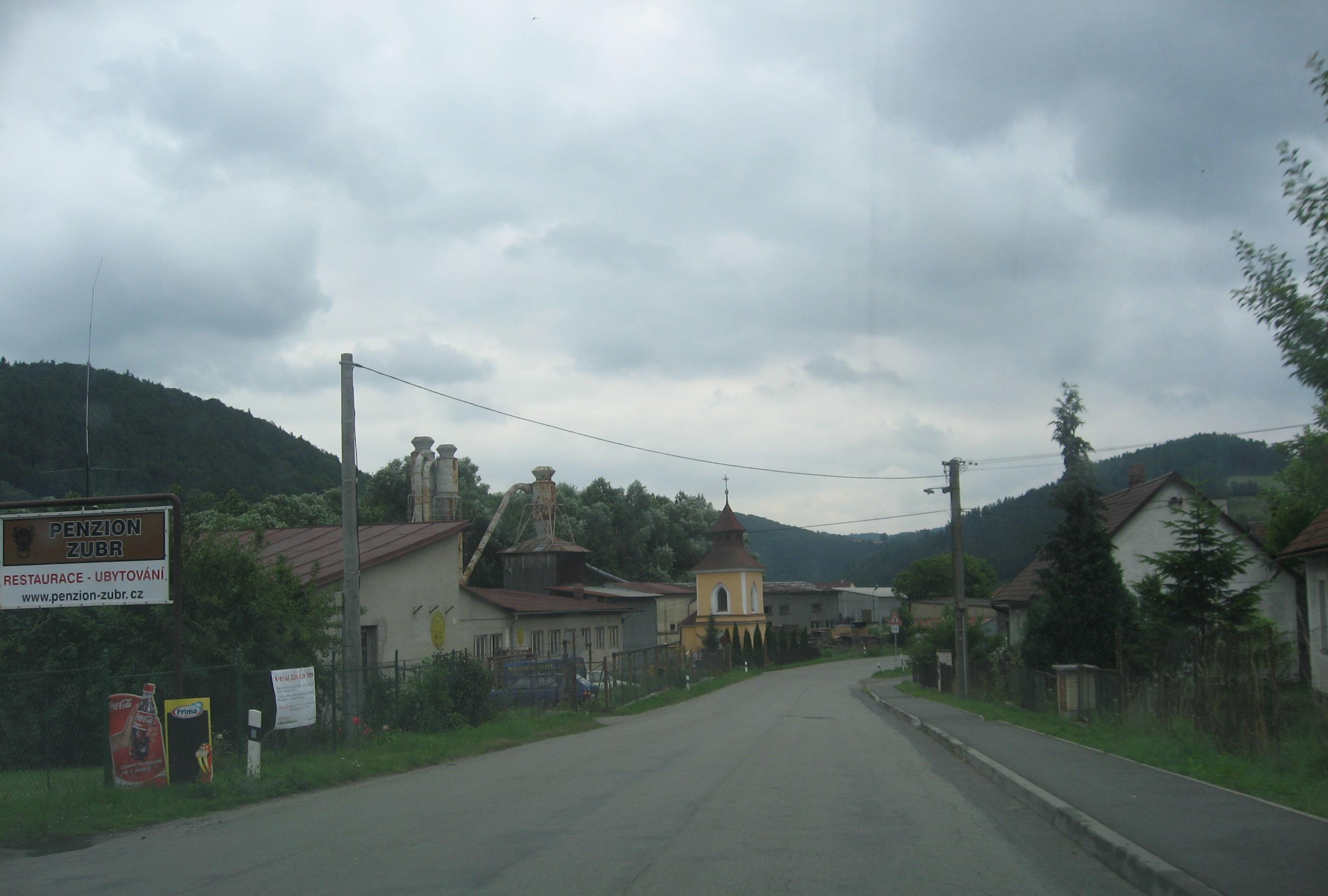
Ortsansicht von Ujčov

Ujčov (deutsch Uitschow, auch Ujtschow, Ugschow) ist eine Gemeinde in Tschechien. Sie liegt sechs Kilometer südöstlich von Bystřice nad Pernštejnem und gehört zum Okres Žďár nad Sázavou.

## Geographie
Ujčov befindet sich am rechten Ufer der Svratka in der Böhmisch-Mährischen Höhe. Nördlich erhebt sich die Ochoza (Wechoza, 566 m), im Nordosten die Sokolí hora (Zumberg, 625 m), östlich der Čepičkův vrch (654 m) und im Westen der Babylon (26 m).
Nachbarorte sind Kozlov, Olešnička und Štěpánov nad Svratkou im Norden, Lhotky und Horní Čepí im Osten, Dolní Čepí und Bořinov im Südosten, Kasany und Nedvědice im Süden, Kovářová im Südwesten, Lískovec im Westen sowie Věchnov und Vrtěžíř im Nordwesten.

## Geschichte
Die erste urkundliche Erwähnung von Vícovek Malý erfolgte im Jahre 1360. Der Ort gehörte wahrscheinlich seit seiner Gründung zu den Besitzungen der Herren von Pernstein. Eine Wappenlegende der Familie Vaňha, nach der die Vorfahren des Köhlers Vaněk den Ort besessen haben sollen, wurde durch neuere Erkenntnisse widerlegt. Südlich befand sich das seit 1235 nachweisliche Dorf Bořínov. Es gehörte zum Augustinerinnenkloster Doubravník, 1596 entstand an seiner Stelle ein herrschaftlicher Hof. Am Berg Ochoza wurde seit dem Mittelalter Marmor (Ujčovský mramor) gebrochen, der u. a. für den Kirchenbau in Doubravník verwendet wurde. Linksseitig der Svratka lag der freie Edelhof Zemanství und am Fuße der Berge wurden die zum Stiepanauer Revier gehörigen Silberbergwerke von Horní Čepí betrieben, später wurde dort bis ins 18. Jahrhundert auch Zink und Blei gefördert. Besitzerin des Hof Zemanství war 1490 Anna von Ujčůvek. Seit 1491 ist in Ujčůvek ein Freihof belegt, der Vaněk von Čep und seiner Frau Dorota von Ujčůvek gehörte. Weiterhin war der Ort Sitz eines Erbrichters, dessen Hof ebenfalls frei von Frondiensten war. Seit dem Anfang des 16. Jahrhunderts ist das Dorf auch als alter Besitz der Pernsteiner nachweisbar. 1775 erwarb die Familie Čuhl die herrschaftliche Mühle. Die Ansiedlung Kassan/Kasany wurde 1803 gegründet.
Nach der Aufhebung der Patrimonialherrschaften bildete Ujčov ab 1850 mit dem Ortsteil Kasany eine Gemeinde im Bezirk Neustadtl. In der Zeit von 1924 bis 1934 wurde der Marmorbruch an der Ochoza wieder aufgenommen und an der Burešer Seite von 1926 bis 1934 Serpentinit abgebaut. 1949 wurde die Gemeinde dem Okres Bystřice nad Pernštejnem zugeordnet. 1961 war die Eingemeindung von Dolní Čepí (mit Horní Čepí), Kovářová und Lískovec; zugleich erfolgte die Zuordnung zum Okres Žďár nad Sázavou. Zwischen 1980 und 1990 war Ujčov nach Nedvědice eingemeindet. Der Ortsteil Ujčov besteht heute aus 112 Häusern, in denen etwa 410 Menschen leben.

## Ortsgliederung
Die Gemeinde Ujčov besteht aus den Ortsteilen Dolní Čepí (Unter Czep), Horní Čepí (Ober Czep), Kovářová (Kowarzow), Lískovec (Liskowetz) und Ujčov, die zugleich Katastralbezirke bilden. Zu Ujčov gehören zudem die Ansiedlung Kasany bzw. Kasán (Kasan) und der Hof Bořínov (Borzinow). Grundsiedlungseinheiten sind Dolní Čepí, Horní Čepí, Kasany, Kovářová, Lískovec und Ujčov.

## Sehenswürdigkeiten
- Kirche des hl. Wenzel in Dolní Čepí, errichtet am Anfang des 13. Jahrhunderts und seit 1492 schriftlich nachweisbar
- Kapelle der Jungfrau Maria in Ujčov
- geschütztes Straußenfarnvorkommen, südlich von Ujčov
- Naturreservat Ochoza mit ehemaligen Marmorbrüchen, nordwestlich von Ujčov
- Svratkawehr

## Söhne und Töchter der Gemeinde
- Ivan Štarha (* 1935), Historiker und Direktor der Mährischen Landesarchivs
- Petr Punčochář (* 1979), Leichtathlet und mehrfacher tschechoslowakischer Meister im 400-Meter-Lauf